# Susanne Kerbl
Susanne Kerbl (* um 1965 in Linz) ist eine österreichische Sängerin, Musicaldarstellerin und Pädagogin. Sie ist Leiterin der Landesmusikschule Puchenau.

## Leben
Susanne Kerbl absolvierte eine Ausbildung zur Pädagogin und ein Konzertfachstudium für Gesang am Brucknerkonservatorium Linz, wo sie 1995 ihr Diplom mit Auszeichnung bestand. Weiters studierte sie bei Ruthilde Boesch und Carol Blaickner-Mayo in Wien. 1992 bis 2001 war sie hauptsächlich im Fach lyrischer Sopran in Opern und Liederabenden tätig, seit 2001 meist als Darstellerin in Musicals, so z. B. am Landestheater Linz oder in Bad Leonfelden.
Seit 2000 ist Kerbl Gesangslehrerin am Oberösterreichischen Landesmusikschulwerk. Seit 2010 leitet sie die Landesmusikschule Puchenau und die dortige Musical Theater Academy.
Susanne Kerbl ist mit dem Pianisten Thomas Kerbl verheiratet und lebt in Eidenberg.